# Flugplatz Winterthur

i7
i11
i13

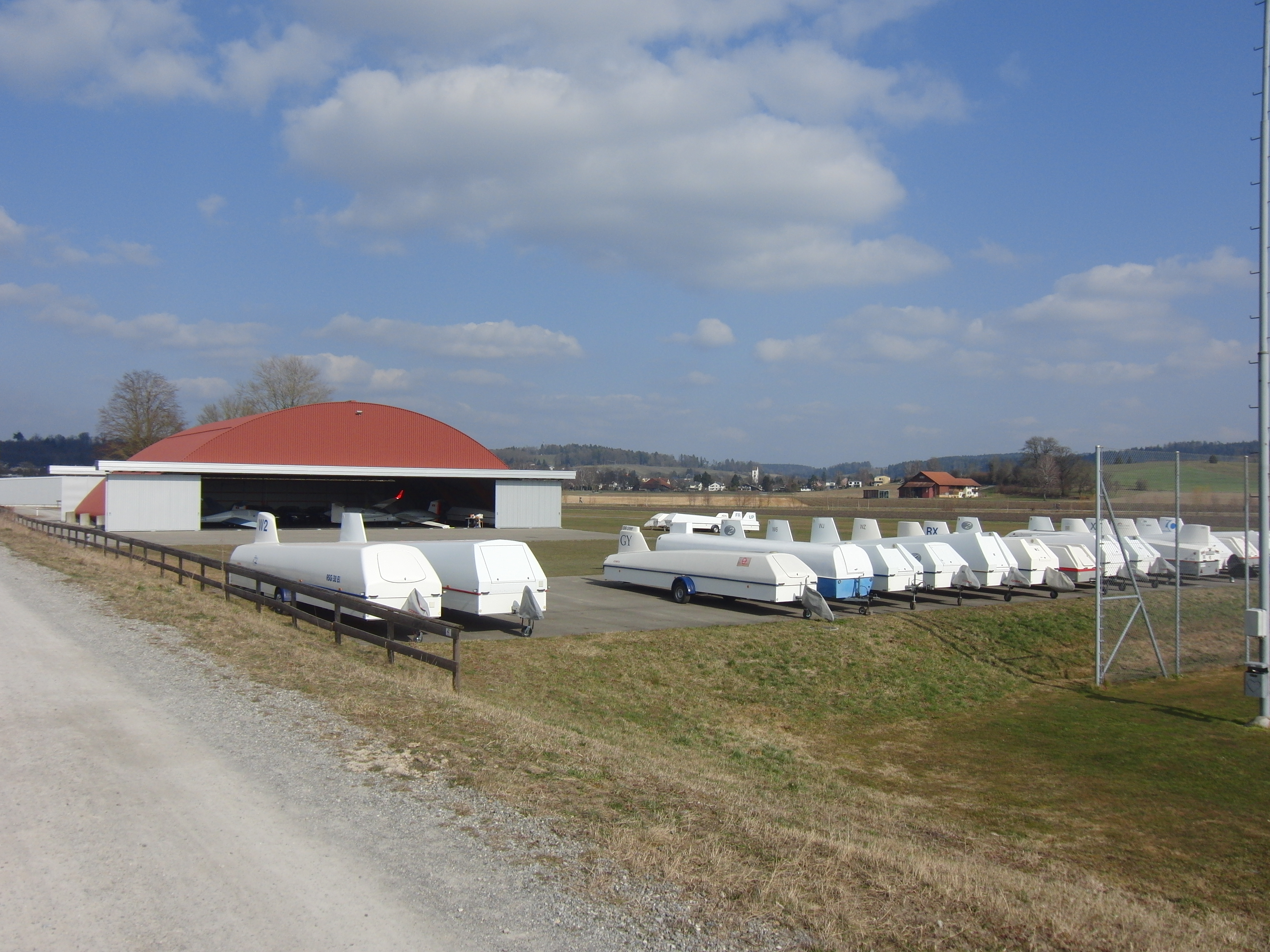
Hangar mit abgestellten Segelflugzeugen

Der Flugplatz Winterthur (ICAO-Code LSPH), auch als Flugplatz Hegmatten bezeichnet, ist ein privater Segelflugplatz in Winterthur im Kanton Zürich in der Schweiz. 
Der Platz wird von der Segelfluggruppe Winterthur betrieben. Anders als der vom Betreiber sowie Stadt und Kanton benutzte Name Flugplatz Hegmatten es vermuten lässt, befindet sich der neben dem gleichnamigen Fussballplatz liegende Flugplatz auf Quartiergebiet Hegis und nicht auf jenem von Hegmatten.

## Geschichte
Die Segelfluggruppe Winterthur wurde im Dezember 1931 gegründet und hatte ihr Fluggelände zunächst bei der Ziegelhütte im Stadtteil Seen. Die Gruppe löste sich zweimal wegen Unstimmigkeiten auf und auch das Fehlen eines eigenen Flugplatzes war schon damals ein Problem. Der Betrieb wurde mangels Aktivität auch im Zweiten Weltkrieg vorübergehend wieder eingestellt, bekam aber mit dem Eintritt von Hermann Geiger, der später als Gletscherpilot bekannt wurde, wieder Auftrieb und die Gruppe konnte die Allmend in Frauenfeld als Flugplatz nutzen. Anfangs der 1960er-Jahre kam das Platzproblem jedoch erneut auf, da die Allmend als Haubitzenübungsplatz gebraucht wurde. In der Folge kam es dann 1964 zur Errichtung des Flugplatzes Hegmatten in Oberwinterthur.
Im Frühling 1985 musste der Betrieb des Flugplatzes für ein Jahr eingestellt werden, da der neue Fussballplatz Hegmatten (neue Heimat des FC Oberwinterthur) errichtet wurde und daher das Flugfeld gedreht werden musste.
2002 fanden auf dem Flugplatz die Schweizer Segelflugmeisterschaften statt.
In den Jahren 2017 und 2018 wurde der Flugplatz aufgrund umfassender Umgebungsbauarbeiten sechs Monate für den Flugbetrieb gesperrt. Gleichzeitig wurde der alte Hangar abgerissen und ein neuer Hangar wurde errichtet.

## Infrastruktur
Auf dem Flugplatz sind ein Klubhaus und ein Hangar vorhanden. Als Starthilfen stehen die Winde und das Schleppflugzeug zur Verfügung.